# 한국청소년지원협의회
한국청소년지원협의회(Korea Youth Support Association)는 2005년 12월에 설립된 비영리 청소년단체이다. '청지 조기찬'대표가 설립하였고 현재 회장직을 맡고 있다. 본부는 대한민국 대구광역시에 두고 있으며, '청소년이 행복한 대한민국 만들기'를 모토로 활동하고 있다.
주요 사업은 '청소년지원, 평생교육, 자원봉사'이며, 2011년 9월 보건복지부와 휴먼네트워크 협력기관으로 업무 협약을 하였고 대구광역시 청소년자원봉사 활동(인증)터전으로 등록되어 있고, 대구광역시 자원봉사 인증기관이다. 평생교육사 및 사회복지사 자격 취득을 위한 현장실습 인증기관이며, 그동안 한양사이버대학교, 대구사이버대학교, 영남사이버대학교, 한국방송통신대학교, 부산디지털대학교, 군장대학, 중부대학교, 대구대학교, 화산대학교, 서울디지털대학교, 디지털서울문화예술대학교 등의 학교에서 실습을 위탁받아 진행하였고 2014년부터는 평생교육사 현장실습만 전문적으로 진행하고 있다.
주요 활동으로는 대구 북구 보건대 인근에 '대구청소년문화지원센터'를 운영중이며, 경상북도지부, 경북교육원, 대전광역시지부, 부설 한국청소년비전교육원, 한국자살예방교육원 운영하고 있다.
한국청소년교육학회 및 한국상담협회로부터 상담&교육 전문연수기관으로 지정받아 학교폭력, 상담, 교육 전문지도자를 양성하고 있다.
연락처는 053)290-7924이며, 홈페이지는 다음카페에서 찾을 수 있다.